# Павлович, Олег
Оле́г Павло́вич (р. 17 января 1960) — советский и российский волейболист.

## Биография
Олег Павлович родился 17 января 1960 года. В 1967—1977 годах с первого по десятый класс учился в обнинской школе № 6.
Воспитанник обнинской волейбольной школы.
Член сборной юношеской и молодёжной команд СССР.
Выступал за команды ВК ЦСКА и ВК «Искра» (Одинцово).
Мастер спорта СССР.

## Достижения
- Победитель чемпионата дружественных армий 1978.
- Неоднократный призёр первенства РСФСР среди юношей[1].
- Чемпион 15-й спартакиады школьников СССР[1].